# Micrathyria borgmeieri
Micrathyria borgmeieri is een libellensoort uit de familie van de korenbouten (Libellulidae), onderorde echte libellen (Anisoptera).
De wetenschappelijke naam Micrathyria borgmeieri is voor het eerst geldig gepubliceerd in 1947 door Santos.